# Théodore Botrel

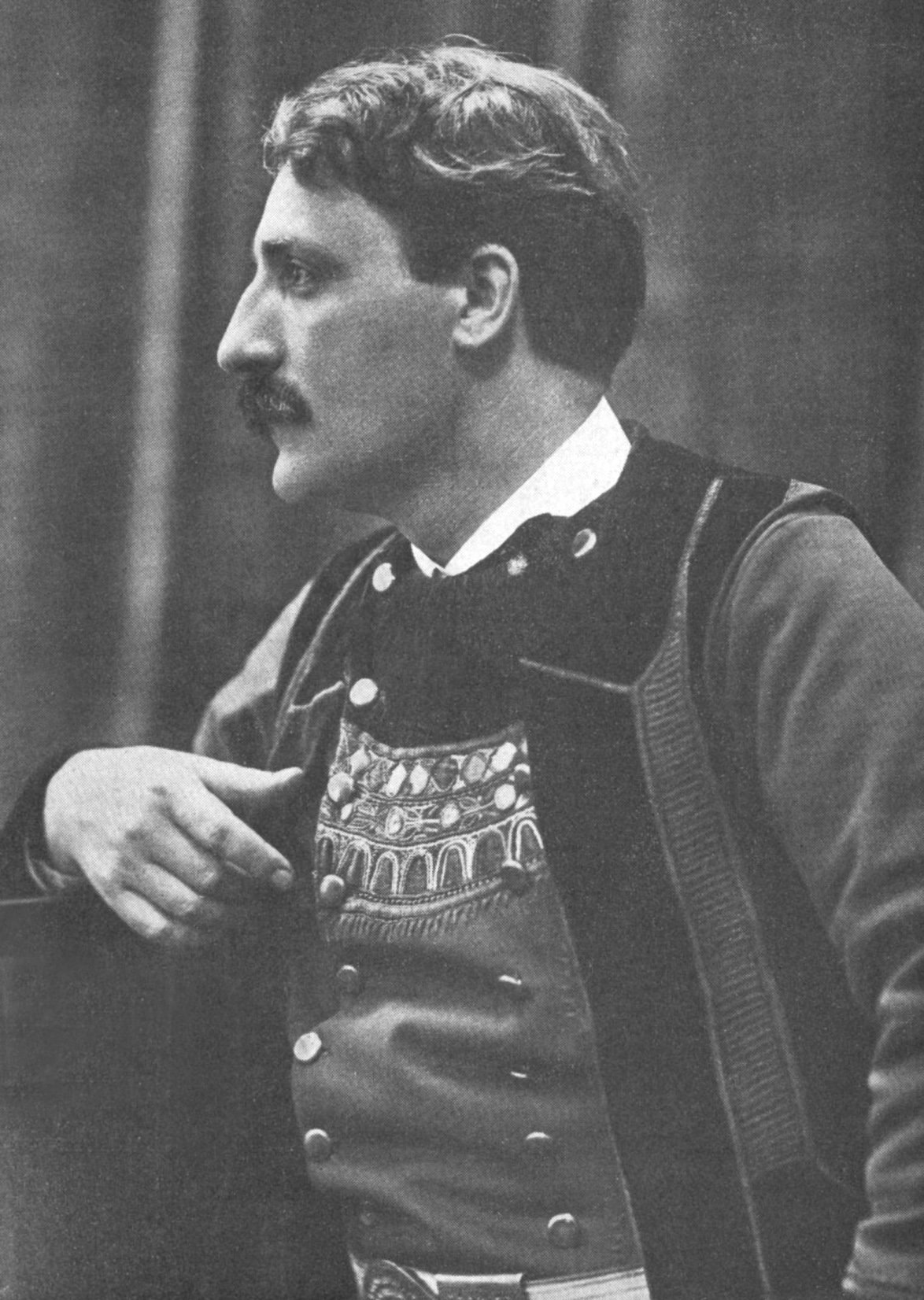
Théodore Botrel

Jean-Baptiste-Théodore-Marie Botrel (* 14. Dezember 1868 in Dinan/Bretagne; † 26. Juli 1925 in Pont-Aven/Bretagne) war ein französischer Chansonnier.

## Leben und Wirken
Botrel wuchs in der Bretagne auf, bevor er mit seinen Eltern nach Paris zog. Dort ging er verschiedenen Gelegenheitsjobs, u. a. bei der Eisenbahn nach. Als Sänger debütierte er im Cabaret Le Chien Noir. Er präsentierte sich als bretonischer Folkloresänger und hatte 1895 großen Erfolg mit dem Chanson La Paimpolaise. Seine erste Chansonsammlung veröffentlichte er 1898. Um 1900 gründete er La Bonne Chanson, eine katholisch-konservativ und patriotisch geprägte Bewegung für eine „saubere“ Kultur.
Weitere Erfolge hatte er mit Titeln wie Lilas blanc (1904), Les Mouchoirs rouge de Cholet, La Fleur de Lys und anderen. Er schloss sich der Ligue Patritique des nationalistischen Politikers Paul Déroulède an und sang in der Zeit des Ersten Weltkrieges militaristische Propagandalieder wie Ma p’tite Mimi (auf das Maschinengewehr, französisch mitrailleuse), Rosalie (auf das Bajonett als des Soldaten beste – und nackte – Freundin), La Kaiseriole, Au front und Tant pis pour eux. Dies brachte ihm den offiziellen Titel Chansonnier des Armées. Botrel war der Großvater des Sängers Renaud Detressan.